# Leader of the Opposition (Fidschi)
Leader of the Opposition (dt.: Führer der Opposition) ist ein politisches Amt in Fidschi. Es geht zurück auf das parlamentarische System Großbritanniens. In der Britischen Verfassungs-Theorie muss der Leader of the Opposition eine formale Alternative zur Regierung aufstellen, die bereitsteht, sollte der Premierminister das Vertrauen ins Parlament verlieren.

## Amtsaufgaben
Der Leader of the Opposition wird durch eine Wahl von allen Mitgliedern des Parlaments bestimmt, welche erklären, dass sie nicht die Regierung unterstützen. Vor Inkrafttreten der 2013 Constitution wurde der Leader of the Opposition formell vom Präsidenten ernannt. Die Ernennung erfolgte jedoch nicht auf Entscheidung des Präsidenten, da er durch die Verfassung von 1997 gebunden war, die Person zu ernennen, welche von der Mehrheit der Opposition akzeptiert wird. In der Theorie bedeutete dies, dass der Führer der größten Oppositionsgruppe im Parlament auch Oppositionsführer wurde. In der Praxis konnte die wählbarste Person jedoch das Amt verweigern, so, wie 2001 bis 2004, als die Fiji Labour Party von Mahendra Chaudhry 28 der 30 Sitze der Opposition im House of Representatives einnahm, Chaudhry sich jedoch unerbittlich weigerte die Position des Leader of the Opposition einzunehmen und darauf bestand, dass er und seine Partei einen Repräsentanten im Cabinet erhalten sollten. Bis er seine Position im Spätjahr 2004 einnahm, nachdem die Verhandlungen mit dem Premierminister Laisenia Qarase gescheitert waren, war der Präsident gezwungen, Mick Beddoes als Leader of the Opposition zu ernennen, den einzigen Parlamentarier der United General Party.
Unter der Verfassung von 1997 hatte der Leader of the Opposition das Recht acht der 32 Mitglieder des Senats zu ernennen, in Fidschis Oberhaus des Parlaments, sowie das Recht in der Berufung des Chief Justice konsultiert zu werden.

## Liste der Leader of the Opposition in Fidschi seit 1970
| Amtsinhaber                               | Partei                           | Amtsantritt       | Amtsaustritt      | Lebensdaten | Premierminister                    |  |
| ----------------------------------------- | -------------------------------- | ----------------- | ----------------- | ----------- | ---------------------------------- |  |
| Sidiq Koya                                | National Federation Party        | 1970              | 1977              | 1924–1993   | Kamisese Mara                      |  |
| Jai Ram Reddy                             | National Federation Party        | 1977              | 1984              | 1937-       | Kamisese Mara                      |  |
| Sidiq Koya                                | National Federation Party        | 1984              | 1987              | 1924–1993   | Kamisese Mara                      |  |
| Harish Sharma                             | National Federation Party        | 1987              | 1987              | 1932-       | Kamisese Mara                      |  |
| Ratu Sir Kamisese Mara                    | Alliance Party                   | 1987              | 1987              | 1920–2004   | Timoci Bavadra                     |  |
| vakant (1987 – 1992)                      |                                  |                   |                   |             |                                    |  |
| Jai Ram Reddy                             | National Federation Party        | 1992              | 1999              | 1937-       | Sitiveni Rabuka                    |  |
| Ratu Inoke Kubuabola                      | Soqosoqo ni Vakavulewa ni Taukei | 1999              | 2000              | 1948-       | Mahendra Chaudhry Tevita Momoedonu |  |
| vakant (2000 – 2001)                      |                                  |                   |                   |             |                                    |  |
| Prem Singh                                | National Federation Party        | 2001              | 2002              |             | Laisenia Qarase                    |  |
| Mick Beddoes                              | United Peoples Party             | 2002              | 2004              |             | Laisenia Qarase                    |  |
| Mahendra Chaudhry                         | Fiji Labour Party                | 2004              | 2006              | 1942-       | Laisenia Qarase                    |  |
| Mick Beddoes                              | United Peoples Party             | 3. Juni 2006      | 5. Dezember 2006  |             | Laisenia Qarase                    |  |
| vakant (5. Dezember 2006–6. Oktober 2014) |                                  |                   |                   |             |                                    |  |
| Ro Teimumu Kepa                           | Social Democratic Liberal Party  | 6. Oktober 2014   | 20. November 2018 | 1945-       | Frank Bainimarama                  |  |
| Major general (Rtd) Sitiveni Rabuka       | Social Democratic Liberal Party  | 26. November 2018 | 26. Mai 2020      | 1948-       | Frank Bainimarama                  |  |